# ロンカドル・バンク
ロンカドル・バンク (ロンカドル礁、Roncador Bank) は、カリブ海に浮かぶコロンビア領の砂の岩礁と浅い環礁であり、礁で最も遠い北端はロンカドル・ケイ (Roncador Cay) である。

## 概要
今は部分的に破壊されているがアメリカはキューバとの対立が深まる間に基地を建設している。1856年にグアノ島法によってアメリカの占領下になったが、1982年にコロンビアに返還された。礁に灯台がある。